# Musée militaire vaudois
Le musée militaire vaudois est un musée militaire situé dans la ville vaudoise de Morges en Suisse.

## Histoire
Le musée militaire vaudois est installé depuis 1932 dans le château de Morges, auparavant utilisé par les autorités comme arsenal et où se trouvent également le musée de l'artillerie, le musée suisse de la figurine historique et, depuis 2006, le musée de la gendarmerie vaudoise.
Tout comme le château, le musée est inscrit comme bien culturel suisse d'importance nationale.

## Collections
Le musée s'étend sur 11 salles et présente plusieurs collections d'armes, d'armures, d'uniformes de soldats suisses au service des royaumes de Naples et de France et de milices cantonales. Deux salles sont spécialement dédiée à l'armée suisse de 1852 à nos jours et une dernière a été inaugurée en 2011 sur le thème : « 350 ans d'histoire militaire vaudoise - de Davel à Guisan ».
Le musée comprend également une bibliothèque spécialisée dans l'étude des armes anciennes, complémentaire de la bibliothèque militaire de Berne et comprenant 2 500 monographies ainsi que plusieurs fonds d'archives.

## Galerie d'images

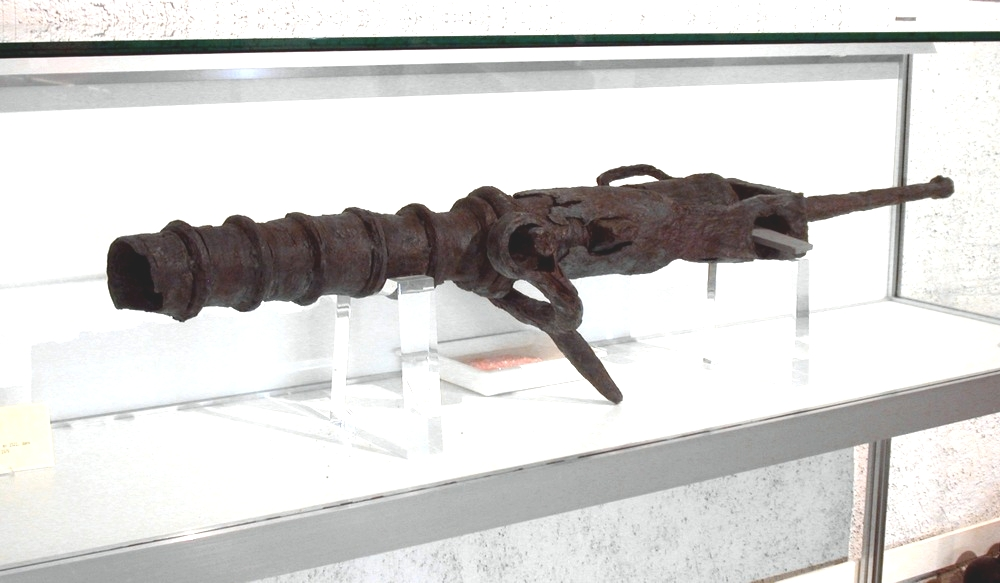
Pierrier de marine à culasse.
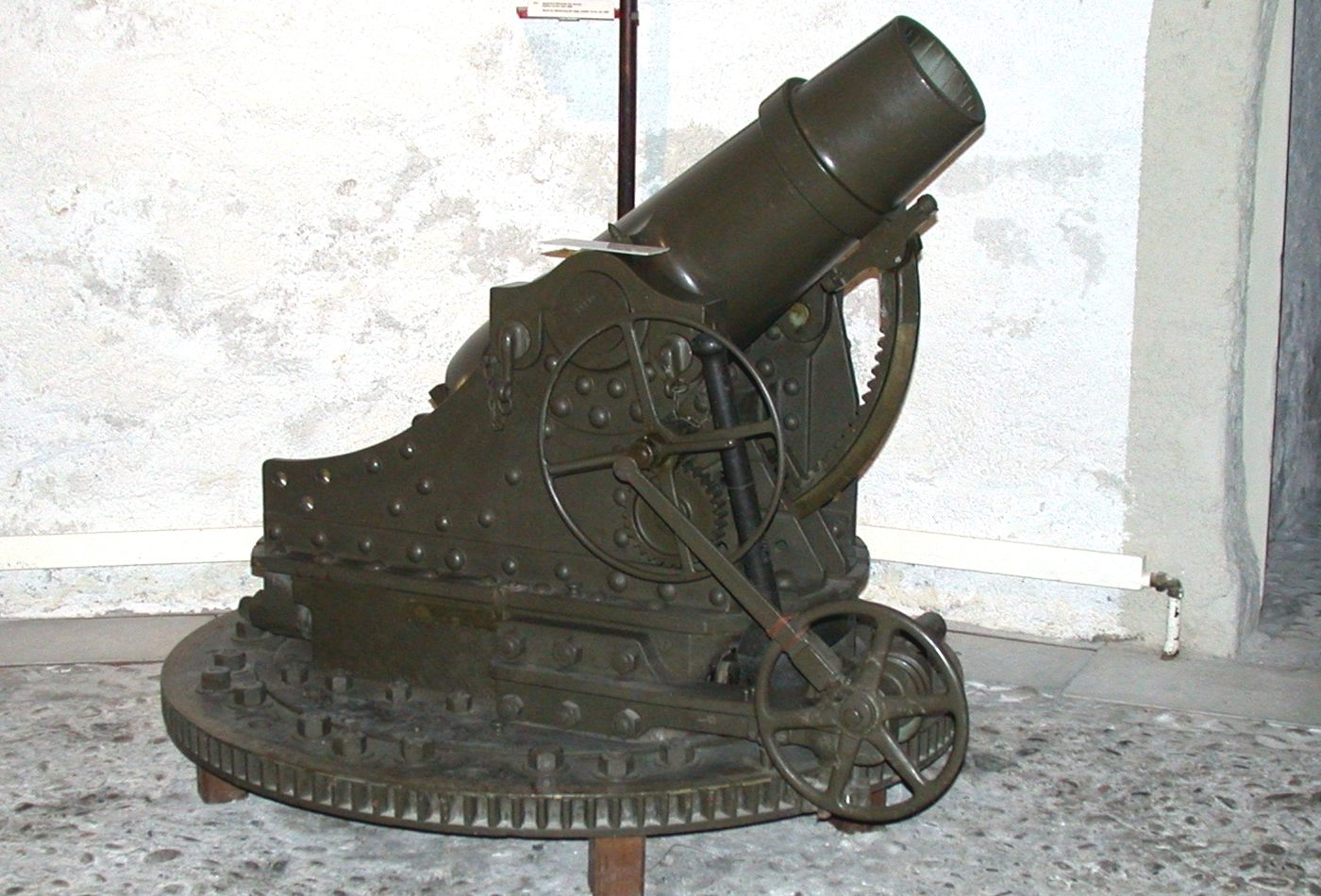
15 cm Mortier rayé Ord 1881 L 6,4.
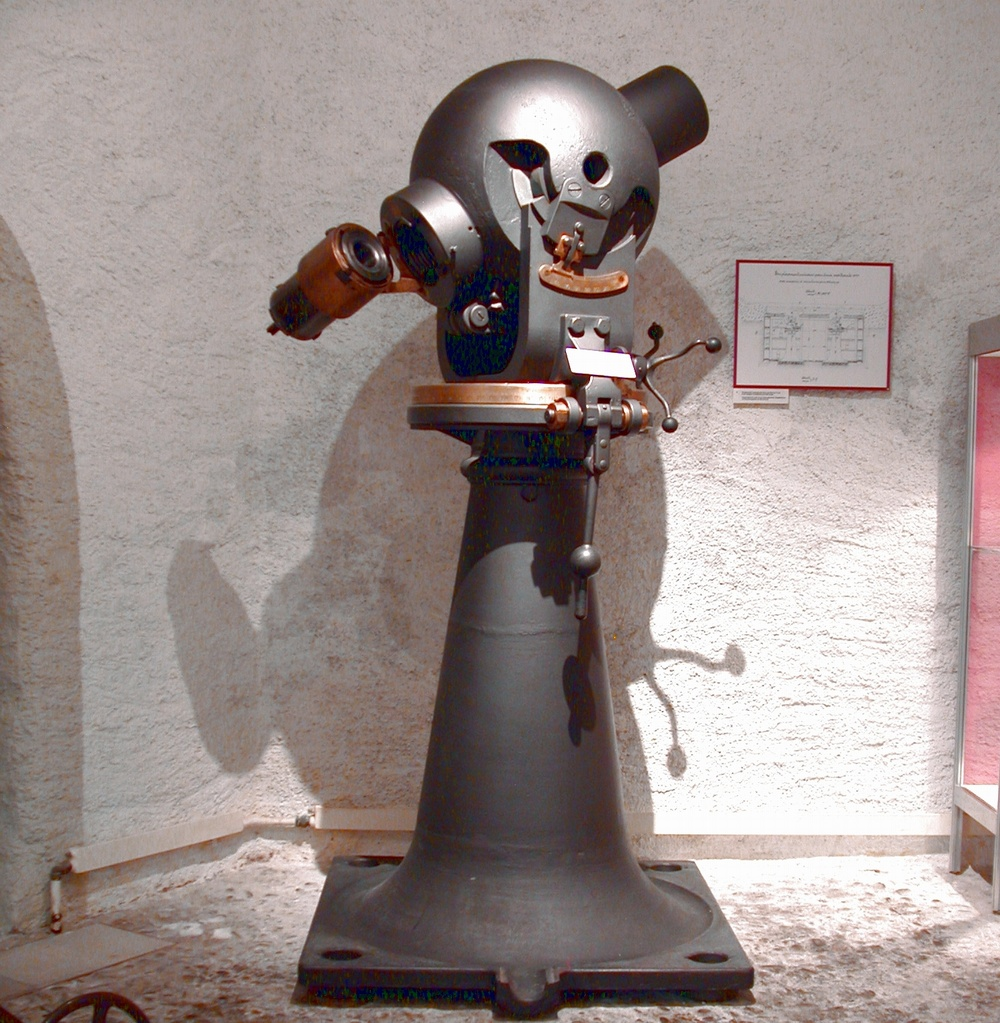
Mortier boule de forteresse 12 cm Ord 1888.
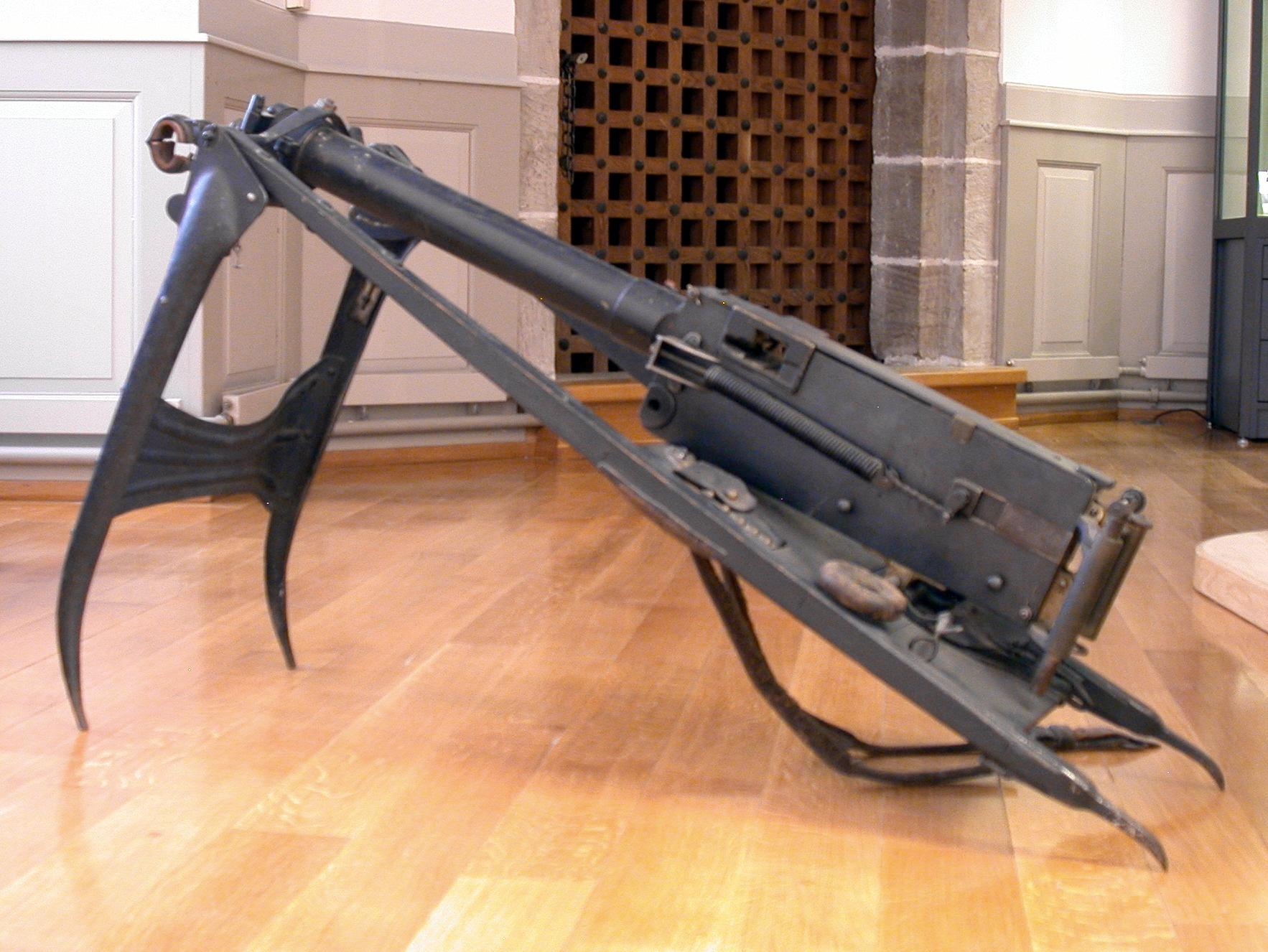
Mitrailleuse modèle 1894 (Maxim).